# Olympiawäldchen

Olympiawäldchen von Eduard Weichberger

Das Olympiawäldchen ist ein kleines Waldstück im Weimarer Ortsteil Neu-Ehringsdorf.
Das Wäldchen ist künstlichen Ursprungs, liegt mitten in einem Feld und hat einen rechteckigen Grundriss. In ihm liegt ein kleiner Teich. Es liegt unweit des Lindenhofs.
Die Erdfälle am Olympiawäldchen sind verzeichnet  auf der Liste der Naturdenkmale in Weimar. Sie wurden 1975 in diese Liste aufgenommen. Es handelt sich um eine geologisch bedeutsame wellige Auslaugungslandschaft über Gipsgesteinen des mittleren Muschelkalks mit zwei Erdfällen.
Das gesamte, 26 ha große Gelände zwischen Olympia-Wäldchen und Belvedere einschließlich Kirschplantage wurde 1994 per Rechtsverordnung als Geschützter Landschaftsbestandteil ausgewiesen.
Der Maler der Weimarer Malerschule Eduard Weichberger malte das Olympiawäldchen um 1890. Dieses ist eigentlich im Hintergrund dargestellt. Im Vordergrund setzt sich ein Erdfall deutlich ab.